# Cristina D'Avena e i tuoi amici in TV 20
Cristina D'Avena e i tuoi amici in TV 20 è una raccolta della cantante Cristina D'Avena pubblicata nel 2007.

## Il disco
Il disco contiene un totale di 16 canzoni di cui 15 sono sigle, la numero 2 è un brano pop slegato dai programmi televisivi.
Il disco prodotto da Paolo Paltrinieri presenta un booklet con tutti i testi delle canzoni, informazioni sulla produzione e varie foto dell'artista. Inoltre presenta anche l'inedito Siamo tutti equilibristi terza sigla del programma Sabato al circo del 1991 e per la prima volta su CD, Laura del 1982. 
I brani Quando un giorno tu crescerai (dall'album Maple Town: un nido di simpatia), Che segreti hai e Guarda un po' più in là (dall'album Cristina) sono stati rimasterizzati.
Il brano Dolce piccola Remì è il primo brano il cui testo è scritto dall'artista.

## Tracce
1. Pokémon Chronicles – 2:57 (testo: Alessandra Valeri Manera – musica: Max Longhi, Giorgio Vanni)
2. Innamorati dentro un film – 3:46 (testo: Leonardo Abbate – musica: Goffredo Orlandi)
3. Yoghi, salsa e merende (feat. Pietro Ubaldi) – 4:27 (testo: Alessandra Valeri Manera – musica: Gianfranco Fasano)
4. Dolce piccola Remì – 3:38 (testo: Cristina D'Avena – musica: Silvio Amato)
5. Prezzemolo – 3:36 (testo: Alessandra Valeri Manera – musica: Gianfranco Fasano)
6. Camilla – 3:25 (testo: Cristina D'Avena – musica: Antonio Galbiati)
7. Bratz Forever – 3:13 (testo: Graziella Caliandro – musica: Danilo Bernardi, Giuseppe Zanca)
8. Luna, principessa argentata – 3:44 (testo: Alessandra Valeri Manera – musica: Gianfranco Fasano)
9. Georgie – 2:29 (testo: Alessandra Valeri Manera – musica: Alberto Baldan Bembo, Vladimiro Albera)
10. Papyrus e i misteri del Nilo – 4:44 (testo: Alessandra Valeri Manera – musica: Gianfranco Fasano)
11. Siamo tutti equilibristi – 1:45 (Claudio Mattone)
12. Che segreti hai – 3:39 (testo: Alessandra Valeri Manera – musica: Carmelo Carucci)
13. Puffa un po' di arcobaleno – 3:14 (testo: Cristina D'Avena – musica: Silvio Amato)
14. Quando un giorno tu crescerai – 2:57 (testo: Alessandra Valeri Manera – musica: Carmelo Carucci)
15. Guarda un po' più in là – 3:24 (testo: Alessandra Valeri Manera – musica: Carmelo Carucci)
16. Laura – 3:30 (testo: Mario Rasini – musica: Augusto Martelli)

## Interpreti
| Interpreti       | Brano |
| ---------------- | --- |
| Cristina d'Avena | Pokémon Chronicles, Innamorati dentro un film, Yoghi, salsa e merende, Dolce piccola Remì, Prezzemolo, Camilla, Luna principessa argentata, Georgie, Papyrus e i misteri del Nilo, Siamo tutti equilibristi, Che segreti hai, Puffa un po' di arcobaleno, Quando un giorno tu crescerai, Guarda un po' più in là, Laura |
| Giorgio Vanni    | Pokémon Chronicles |
| Sara Bernabini   | Bratz Forever |
| Gerry Scotti     | Siamo tutti equilibristi |
| Ricky Belloni    | Guarda un po' più in là |

## Cori
| Brano              | Cori                                                                             | Cori aggiunti                                                      |
| ------------------ | -------------------------------------------------------------------------------- | ------------------------------------------------------------------ |
| Dolce piccola Remì | I Piccoli Artisti Accademia New Day diretti da Cristina Paltrinieri              | Simona Scuto, Manuela Cataldi, Stefania Camera, Antonio Divincenzo |
| Camilla            | I Piccoli Artisti Accademia New Day diretti da Cristina Paltrinieri              | Erika Santoru, Roberta Granà, Antonio Galbiati                     |
| Bratz              | Nadia Biondini, Stefania Camera, Alessandra Edun, Elena Tavernini, Gisella Cozzo | -                                                                  |

## Produzione
- Paolo Paltrinieri - direzione artistica e produzione discografica
- Marina Arena e Michele Muti - coordinamento
- Nicola Allegri - foto
- Roberta Calzavara - make up
- Andrea Vicinanza - hairstyling
- Andrea Galgano - assistente personale dell'artista
- Francesca Longoni/Blu Frida - abiti
- Giuseppe Spada - grafica
- Enrico Fabris - fonico per Opera Srl
- Clarissa D'Avena - promozione album